# 室龍太
室龍太（日语：／ Muro Ryūta，1989年5月25日—），為日本演員，所屬於傑尼斯事務所。

## 簡歷
- 2003年10月28日，加入傑尼斯事務所，以關西小傑尼斯的身份開始活動。
- 2006年9月，加入「関西BOYS」[1]，與山碕薫太、濵田崇裕(濱田崇裕)、中田大智、林真鳥、伊藤政氏等成員一起活動。
- 2006年12月，與濵田崇裕(濱田崇裕)、中田大智、山碕薫太，組成「BOYS」[2]。
- 2007年12月，與室龍規、室将也，組成「室3兄弟」[3]。
- 2009年8月，加入「Veteran」[4]，與浜中文一、菊岡正展、山碕薫太、伊藤政氏、室龍規等成員一起活動。
- 2019年1月4日，演唱會落幕後，與向井康二結束以關西小傑尼斯的身份活動。
- 2021年4月22日，事務所於官方網站上建立個人頁面，演員出道[5]。

## 出演

### 電視劇
- 連続ドラマW「大江戸グレートジャーニー〜ザ・お伊勢参り〜」第1話（2020年6月6日，WOWOW）－飾演 鶴吉
- 大岡越前スペシャル〜初春に散る影法師〜（2021年1月1日，NHK BS Premium）－飾演 相良大介

### 電影
- 関西ジャニーズJr.の目指せ♪ドリームステージ（2016年4月16日上映）－飾演 橋口武彦
- 関西ジャニーズJr.のお笑いスター誕生!（2017年8月26日上映）－飾演 大村健次
- 映画 少年たち（2019年3月29日上映）
- おとなの事情 スマホをのぞいたら（2021年1月8日上映）

### 舞台劇
| 劇名                                                              | 日期               | 地點                               | 備註                        |
| 2012年                                                            | 2012年             | 2012年                             | 2012年                      |
| ----------------------------------------------------------------- | ------------------ | ---------------------------------- | --------------------------- |
| ジャニーズ銀座 Youの前にはMeがいる！                              | 05月04日－05月06日 | シアタークリエ                     |                             |
| 少年たち 格子無き牢獄                                             | 08月04日－08月27日 | 大阪松竹座                         |                             |
| 2014年                                                            |                    |                                    |                             |
| ザ・オダサク                                                      | 04月19日－04月29日 | 神奈川芸術劇場                     |                             |
| 台風n Dreamer                                                     | 08月02日－08月26日 | 大阪松竹座                         | 飾演 黄川田の部下           |
| 台風n Dreamer                                                     | 09月03日－09月28日 | 日生劇場                           | 飾演 黄川田の部下           |
| 2015年                                                            |                    |                                    |                             |
| 少年たち 世界の夢が…戦争を知らない子供達                          | 08月02日－08月26日 | 大阪松竹座                         | 飾演 看守長                 |
| 少年たち 世界の夢が…戦争を知らない子供達                          | 09月04日－09月28日 | 日生劇場                           | 飾演 看守長                 |
| 2016年                                                            |                    |                                    |                             |
| ANOTHER & Summer Show                                             | 08月02日－08月26日 | 大阪松竹座                         |                             |
| ジャニーズ・フューチャー・ワールド from帝劇to博多                 | 09月19日－09月30日 | 博多座                             |                             |
| JOHNNYS' Future WORLD                                             | 10月08日－10月25日 | 梅田芸術劇場                       |                             |
| 2017年                                                            |                    |                                    |                             |
| 東SixTONES×西関西ジャニーズJr.SHOW合戦                            | 02月18日－02月26日 | 新橋演舞場                         |                             |
| 滝沢歌舞伎 2017                                                   | 04月06日－05月14日 | 新橋演舞場                         |                             |
| 銀二貫                                                            | 06月01日－06月11日 | 大阪松竹座                         | 飾演 建部玄武，玄之介       |
| 少年たち 南の島に雪は降る                                         | 08月02日－08月27日 | 大阪松竹座                         | 飾演 看守長                 |
| 2018年                                                            |                    |                                    |                             |
| 明日を駆ける少年たち                                              | 08月04日－08月30日 | 大阪松竹座                         |                             |
| 2019年                                                            |                    |                                    |                             |
| 天下一の軽口男 笑いの神さん 米沢彦八                              | 02月01日－02月17日 | 大阪松竹座                         | 飾演 鹿野武左衛門           |
| いくじなし                                                        | 06月07日－06月28日 | 新歌舞伎座                         | 飾演 卯之吉                 |
| オリエント急行殺人事件                                            | 07月26日－07月28日 | 森ノ宮ピロティホール               | 飾演 ヘクター・マックイーン |
| オリエント急行殺人事件                                            | 08月01日、08月02日 | ウインクあいち大ホール             | 飾演 ヘクター・マックイーン |
| オリエント急行殺人事件                                            | 08月09日－08月18日 | サンシャイン劇場                   | 飾演 ヘクター・マックイーン |
| どれミゼラブル！                                                  | 10月03日－10月14日 | 博品館劇場                         | 飾演 コムサ真二             |
| どれミゼラブル！                                                  | 10月17日－10月22日 | 松下IMPホール                      | 飾演 コムサ真二             |
| どれミゼラブル！                                                  | 10月30日、10月31日 | ももちパレス大ホール               | 飾演 コムサ真二             |
| どれミゼラブル！                                                  | 11月03日、11月04日 | 電力ホール                         | 飾演 コムサ真二             |
| 大阪環状線 君の歌声が聴きたくて1985 天王寺編                      | 12月13日－12月25日 | 大阪松竹座                         | 主演 幸太                   |
| 2020年                                                            |                    |                                    |                             |
| のべつまくなし・改                                                | 01月10日－01月12日 | 東京建物 Brillia HALL              |                             |
| のべつまくなし・改                                                | 01月17日           | 福岡市民会館大ホール               |                             |
| のべつまくなし・改                                                | 01月24日－01月26日 | サンケイホールブリーゼ             |                             |
| のべつまくなし・改                                                | 01月28日、01月29日 | 名古屋市芸術創造センター           |                             |
| 八つ墓村                                                          | 02月16日－02月27日 | 新橋演舞場                         | 飾演 寺田辰弥               |
| 八つ墓村                                                          | 06月13日－06月25日 | 大阪松竹座                         | 飾演 寺田辰弥               |
| 『罪のない嘘』〜毎日がエープリルフール〜                          | 03月27日－03月29日 | ウインクあいち大ホール             | 飾演 堤                     |
| 浪漫舞台『走れメロス』〜文豪たちの青春〜                          | 09月05日－09月13日 | ヒューリックホール東京             | 飾演 檀一雄                 |
| 浪漫舞台『走れメロス』〜文豪たちの青春〜                          | 09月22日           | 名古屋市公会堂                     | 飾演 檀一雄                 |
| 浪漫舞台『走れメロス』〜文豪たちの青春〜                          | 09月25日－09月27日 | 梅田芸術劇場                       | 飾演 檀一雄                 |
| オリエント急行殺人事件                                            | 12月08日－12月27日 | シアターコクーン                   | 飾演 ヘクター・マックイーン |
| 2021年                                                            |                    |                                    |                             |
| 『ドクター・ブルー』〜いのちの距離〜                              | 01月23日－02月07日 | KAAT神奈川芸術劇場                 | 飾演 原賢一郎               |
| 『ドクター・ブルー』〜いのちの距離〜                              | 02月13日、02月14日 | 御園座                             | 飾演 原賢一郎               |
| 『ドクター・ブルー』〜いのちの距離〜                              | 02月26日－02月28日 | NHK大阪ホール                      | 飾演 原賢一郎               |
| 震災復興支援朗読会『まんが日本昔ばなし』 震災復興10周年メモリアル | 03月11日           | セルリアンタワー能楽堂             |                             |
| ッぱち！                                                          | 05月13日－05月19日 | 博品館劇場                         | 飾演 河野裕之               |
| ッぱち！                                                          | 05月28日－06月06日 | ニッショーホール                   | 飾演 河野裕之               |
| コムサdeマンボ！                                                  | 08月05日－08月08日 | 梅田芸術劇場                       | 主演 コムサ真二             |
| コムサdeマンボ！                                                  | 08月11日－08月22日 | 博品館劇場                         | 主演 コムサ真二             |
| コムサdeマンボ！                                                  | 08月24日、08月25日 | 京都劇場                           | 主演 コムサ真二             |
| コムサdeマンボ！                                                  | 08月27日           | 静岡市民文化会館中ホール           | 主演 コムサ真二             |
| 朗読劇『手紙』                                                    | 09月17日－09月20日 | 紀伊國屋サザンシアター TAKASHIMAYA | 飾演 武島直貴               |
| 春風外伝2021                                                      | 10月21日－10月25日 | 新国立劇場 中劇場                  | 主演 徳川宗春               |
| 朗読劇『リクエストをよろしく』                                    | 12月03日－12月05日 | シアター1010                       | 主演 朝日屋颯太             |

### 演唱會
- 関西ジャニーズJr. 『明けましておめでとうコンサート2014』（2014年1月4日、5日，大阪城ホール）
- 関西ジャニーズJr. 『春休みスペシャルコンサート2014』（2014年3月1日－25日，大阪松竹座）
- 関西ジャニーズJr. 『X'mas Show 2014』（2014年11月30日－12月25日，大阪松竹座）
- 関西ジャニーズJr. 『春休みスペシャルShow 2015』（2015年3月21日－31日，大阪松竹座）
- 関西ジャニーズJr. 『X'mas Show2015』（2015年11月29日－12月25日，大阪松竹座）
- 関西ジャニーズJr. 春休みスペシャルshow 2016年（2016年3月31日－4月11日，大阪松竹座）
- 関西ジャニーズJr. 『X'mas Show 2016』（2016年11月30日－12月25日，大阪松竹座）
- 関西ジャニーズJr. 『X'mas SHOW 2017』（2017年12月1日－25日，大阪松竹座）
- 関西ジャニーズJr. Concert 2018 〜Happy New ワン Year〜（2018年1月3日、4日，大阪城ホール）
- 関西ジャニーズJr. 『春休みスペシャルShow 2018』（2018年3月1日－24日，大阪松竹座）
- 関西ジャニーズJr. LIVE 2018 Fall in LOVE 〜秋に関ジュに恋しちゃいなよ〜（2018年10月24日－11月4日，梅田芸術劇場メインホール）
- 関西ジャニーズJr. 『X'mas Party!! 2018』（2018年11月30日－12月25日，大阪松竹座）
- 関西ジャニーズJr. LIVE 2019 Happy 2 year!!〜今年も関ジュとChu Year!!〜（2019年1月3日、4日，大阪城ホール）

## 外部連結
- Johnny's net > 室龍太 （页面存档备份，存于）